# Sophronica parterufoantennalis
Sophronica parterufoantennalis là một loài bọ cánh cứng trong họ Cerambycidae.